# هيكتور مارتينيز (لاعب كرة قدم)
هيكتور مارتينيز (بالإسبانية: Héctor Martínez Torres)‏ هو لاعب كرة قدم إسباني، ولد في 1995 في ألكالا دي إيناريس في إسبانيا.

## وصلات خارجية
- هيكتور مارتينيز على موقع الاتحاد الأوربي (الإنجليزية)
- هيكتور مارتينيز على موقع قاعدة بيانات كرة القدم.إي يو (الإنجليزية)
- هيكتور مارتينيز على موقع Soccerway.com (الإنجليزية)
- هيكتور مارتينيز على موقع AS.com (الإسبانية)